# Sophie Ehrhardt
Sophie Ehrhardt (* 31. Oktober 1902 in Kasan, Russisches Kaiserreich; † 2. Oktober 1990 in Tübingen) war eine deutsch-russische Anthropologin und rassenideologische „Zigeunerforscherin“ in der Zeit des Nationalsozialismus. Für die Rassenhygienische Forschungsstelle unter der Leitung von Robert Ritter hatte Ehrhardt Tausende von „Zigeunern“ – insbesondere deutsche Sinti – erfasst, kategorisiert und selektiert. Größtenteils wurden diese Menschen deportiert und im „Zigeunerlager Auschwitz“ ermordet.
Nach 1945 arbeitete sie an der Universität Tübingen als Dozentin. Sie veröffentlichte nicht zuletzt auf der Grundlage ihrer NS-Studien verschiedene Schriften und erhielt mithin zeitweise Fördergelder für weitere „Zigeunerforschungen“.

## Von der Zoologie zur Anthropologie

### Lehrjahre der Zoologie
Sophie Ehrhardt war eine Tochter Emil Ehrhardts, eines 1867 in Wenden geborenen Pharmazeuten. Ihre Mutter, Karoline Ehrhardt (geb. Thomson), wurde 1865 in Reval geboren. Nach dem Tod des Vaters 1904 zog die Mutter mit ihren beiden Töchtern nach Tartu. Zwischen 1912 und 1916 besuchte Sophie Ehrhardt ein russisches Privatgymnasium. Danach wechselte sie auf ein privates Mädchengymnasium. 1921 legte sie dort ihr Abitur ab.
Von 1921 bis 1926 studierte Ehrhardt an der Universität Tartu das Fach Zoologie. Während ihres Studiums war sie Mitglied des akademischen Vereins deutsch-baltischer Studentinnen. 1926 schloss sie das Studium mit dem Magister-Titel ab. Im Sommer 1927 setzte Ehrhardt ihr Zoologie-Studium in München fort, da ihr Magister-Titel in Deutschland nicht anerkannt wurde.
Ab März 1927 begann ihre Mitarbeit in der statistischen Abteilung des Anthropologischen Instituts der Ludwig-Maximilians-Universität München sowie in der Münchener Staatssammlung. Im Juli 1930 folgte die Promotion. In ihrer Dissertation hat sie sich mit Ameisen beschäftigt.

### Rassenforschungen
Im Juni 1930 vollzog sich bei ihr eine Hinwendung zu anthropologischen Themen, indem sie sich bis Oktober 1930 im Anthropologischen Institut intensiv mit rassenkundlichen Fragestellungen auseinandersetzte. Während dieser vier Monate stand das Institut unter der Leitung von Theodor Mollison. Sophie Ehrhardt arbeitete als seine Assistentin.
Nach dieser Tätigkeit folgten Forschungsreisen ins Baltikum und in die Dobrudscha nach Rumänien. Zwischen 1931 und 1934 veröffentlichte sie mehrere Aufsätze in Zeitschriften; so beispielsweise auch in Volk und Rasse und im Anthropologischen Anzeiger.

## Nationalsozialismus

### Forderung der Rassenhygiene
Ihrer sprunghaften Karriere seit 1930 folgte 1934 das politische Bekenntnis zur radikalen Rassenhygiene. So schrieb sie in einem Aufsatz der Zeitschrift für ärztliche Fortbildung, dass das deutsche Volk über das Recht verfüge, „bewusst Rassenpolitik sowie Auslese“ zu treiben. Selektiert werden müssten, wie sie schrieb, „geistig Minderwertige“, „Rheinlandbastarde“ und vor allem „die Juden“.

### Hinwendung zur Kulturanthropologie
Aufmerksam geworden durch Ehrhardts Publikationen holte der bekannte nationalsozialistische Rassenforscher Hans F. K. Günther die 33-Jährige „Rassenhygienikerin“ am 1. November 1935 zu sich an das Berliner Universitätsinstitut für Völkerbiologie, ländliche Soziologie und Bauerntumsforschung. Durch diesen Kontakt wendete sich Ehrhardt zunehmend von der messenden, physischen Anthropologie ihres einstigen Lehrers Theodor Mollison ab. Von nun stand die soziologisch-kulturwissenschaftliche Rassenkunde und somit die Kulturanthropologie im Zentrum ihres Interesses.

### Beteiligung an NS-Verbrechen
Aus einer „Stammliste“, die Ehrhardt am 21. Mai 1942 anlässlich ihrer Anstellung in der Universität Tübingen vorlegte (Uni-Archiv Tübingen 126a/92a), geht hervor, dass sie zwischen 1938 und 1939 im KZ Sachsenhausen und KZ Dachau sowie 1940 im Ghetto Litzmannstadt Rassenforschungen durchgeführt hatte. Zu einem Zeitpunkt, als ihre vornehmlichen „Forschungsobjekte“ – die „Zigeuner“ Ostpreußens – bereits deportiert waren, wechselte sie auf Wunsch des Rassenbiologen und SS-Hauptsturmführers Wilhelm Gieseler (1900–1976), der Sophie Ehrhardt bereits seit 1927 vom Institut in München kannte, am 1. April 1942 zum Rassenbiologischen Institut der Universität Tübingen, das dem Rassenpolitischen Amt der NSDAP unterstellt war. Gieseler war zu diesem Zeitpunkt Direktor des Instituts, dessen Aufgabe insbesondere darin bestand, Gutachten über „Juden und Zigeuner“ für das Reichssippenamt und die Gesundheitsämter zu erstellen.
Noch im selben Jahr unternahm Ehrhardt eine Forschungsreise nach Estland, wobei die dabei erhaltenen „Forschungsergebnisse“ über die Setukesen erstmals 1990 – in ihrem Todesjahr – publiziert wurden. Am 16. Dezember 1942 ordnete der SS- und Polizeichef Heinrich Himmler die „totale Liquidierung“ der „Zigeuner“ an.
Von 1938 bis 1942 arbeitete Ehrhardt für die Rassenhygienische und bevölkerungsbiologische Forschungsstelle im Reichsgesundheitsamt. Das Institut begutachtete bis 1945 rund 24.000 Menschen, um sie als „Voll-Zigeuner“, „Zigeuner-Mischling“ oder „Nicht-Zigeuner“ zu klassifizieren. Mit dieser Einstufung wurde über ihre Deportation, Zwangssterilisation und insbesondere ihre Ermordung entschieden. Nach 1945 hatte Ehrhardt zeitweise vollen und alleinigen Zugriff auf die originalen NS-Dokumente von Ritter.

## Nachkriegszeit

### Dozentin in der Universität Tübingen
Den Betrieb des Tübinger Rassenbiologischen Instituts hielt Ehrhardt noch bis 1948 aufrecht. Im Wintersemester 1949/50 habilitierte sich Ehrhardt in Tübingen mit der Schrift Morphologisch-genetische Untersuchungen am Hautleistensystem der Hand. Am 2. September 1950 wurde sie in Tübingen zur Dozentin ernannt. Ihre Antrittsvorlesung trug den Titel Die Bedeutung des Hautleistensystems in der Kriminalistik und erbbiologischen Gutachten.
1955 übernahm Ehrhardt erneut die Leitung des Tübinger Instituts, das zuvor kommissarisch von Wilhelm Gieseler geführt wurde, nun schlicht die Bezeichnung Anthropologisches Institut trug. Am 12. April 1957 wurde sie zur außerplanmäßigen Professorin ernannt. In dieser Position betreute und begutachtete sie zahlreiche Dissertationen und hielt Lehrveranstaltungen ab.
Auf Einladung der Universität von Poona unternahm Ehrhardt zwischen 1958 und 1959 eine Forschungsreise nach Indien. Dort führte sie – insbesondere in der Nähe von Bombay – anthropologische Untersuchungen an der indischen Bevölkerung durch. Auf der Grundlage dieser Forschungen folgten Publikationen wie die Zeitschriftenartikel mit den Titeln Die Hautleisten der Palma der Fischerbevölkerung von Son Kolis bei Bombay (1963) und Über prähistorische menschliche Skelettfunde in Vorderindien (1964).

### Fördergelder von der DFG
Zwischen 1966 und 1970 erhielt Ehrhardt Fördergelder der Deutschen Forschungsgemeinschaft (DFG). Gefördert wurde ihr Projekt Populationsgenetische Untersuchungen an Zigeunern. Das Projekt wurde nicht aus inhaltlichen Gründen eingestellt, sondern weil die DFG Ehrhardts Arbeitsberichte formal bemängelte.

### Ermittlungsverfahren
Das erste Strafverfahren wegen Mordes gegen Adolf Würth und Ehrhardt wurde von der Staatsanwaltschaft Köln 1961 eröffnet und 1963 eingestellt. Ein zweites Strafverfahren wiederum gegen Würth und Ehrhardt wurde 1986 eingestellt.
Anfang September 1981 wurden Sophie Ehrhardts „Zigeunerforschungen“ während der NS-Zeit in der Öffentlichkeit bekannt. Wegen Verdachts der Beihilfe zum Mord stellte der Zentralrat Deutscher Sinti und Roma noch im selben Jahr einen Strafantrag. Dieser Antrag wurde 1982 von der Stuttgarter Staatsanwaltschaft zurückgewiesen. Die Begründung war, dass nach dem Auschwitz-Erlass Roma lediglich präventiv als „Asoziale“ verfolgt worden seien, nicht aber aus rassistischen Motiven.
Nach Michael Zimmermann trug auch der Bundesgerichtshof zeitweise dazu bei, dass es um die „Lernfähigkeit der bundesdeutschen Gesellschaft“ nicht gut bestellt gewesen sei, indem die Richter den Beginn einer rassistischen Verfolgung erst auf den Tag des Auschwitz-Befehls festlegten – und erst später diese Entscheidung korrigierten. Der Politikwissenschaftler Hans Buchheim merkte dazu an, dass es dem NS-Regime längst nicht mehr um die „Abwehr tatsächlich auftretender Gefahren“ gegangen sei. Vielmehr habe der NS-Staat die „Ausmerzung“ auch „vermeintlicher Gefahrenherde“ durchgeführt, zumal auch der Reichsärzteführer Leonardo Conti „eine wirkliche Radikallösung“ gefordert habe.
Im März 1983 wurde ein weiteres staatsanwaltschaftliches Ermittlungsverfahren gegen Sophie Ehrhardt eingeleitet, das 1986 eingestellt wurde.

## Schriften
- Sophie Ehrhardt/Bruno Kurt Schultz: Wandtafeln für den rassen- und vererbungskundlichen Unterricht. J. F. Lehmann, München 1940
- Zigeuner und Zigeunermischlinge in Ostpreußen. In: Volk und Rasse 1942, S. 52–57